# Convenções de Iowa
Os caucuses de Iowa são eventos eleitorais bienais para membros dos partidos Democrata e Republicano no estado norte-americano de Iowa. Ao contrário das eleições primárias na maioria dos outros estados dos EUA, onde os eleitores registados vão aos locais de votação para votar, os habitantes de Iowa reúnem-se em reuniões locais para discutir e votar nos candidatos. Durante as temporadas eleitorais presidenciais e intermediárias, os eleitores registrados em Iowa votam em uma convenção eleitoral por distrito eleitoral para o partido do qual estão registrados como membros. As convenções também são realizadas para selecionar delegados para convenções municipais e comitês partidários, entre outras atividades partidárias.